# Teun van Vliet
Teun van Vliet  (* 22. März 1962 in Vlaardingen) ist ein niederländischer Sportlicher Leiter und ehemaliger Radrennfahrer.

## Sportliche Laufbahn
Als Junior wurde Teun van Vliet 1979 Junioren-Weltmeister im Punktefahren, im Jahr darauf gewann er den nationalen Junioren-Titel in dieser Disziplin. 1983 holte er einen Etappensieg in der Niedersachsen-Rundfahrt und gewann auf der Winterbahn von Gent das dortige Sechstagerennen für Amateure mit Piet Ummels als Partner.
Von 1984 bis 1990 war Teun van Vliet Profi und fuhr unter anderem  im Panasonic-Team unter Peter Post. Seine größten Erfolge waren sein Sieg 1984 beim Circuit de Lorraine und 1986 beim Grand Prix d’Isbergues sowie 1987 sein Gesamtsieg bei der Niederlande-Rundfahrt, bei Gent–Wevelgem und beim Omloop Het Volk. 1984 wurde er Dritter der Lombardei-Rundfahrt, 1985 Zweiter von Mailand–Sanremo und 1987 ebenfalls Zweiter von Paris–Tours. 1987 gewann er die fünfte Etappe der Tour de Suisse. Er startete viermal bei der Tour de France; 1988 gewann er eine Etappe und trug drei Tage lang das Gelbe Trikot.
Bei den UCI-Straßen-Weltmeisterschaften 1987 in Villach belegte van Vliet Platz sieben. In dem 2010 erschienenen Buch Teun van Vliet - Drank, vrouwen, de koers en de dood, verfasst von dem niederländischen Journalisten Guido Bindels, macht van Vliet Intrigen und Betrug dafür verantwortlich, dass er nicht Weltmeister wurde.
Nach Beendigung seiner aktiven Sportlaufbahn fungierte van Vliet unter anderem als Sportlicher Leiter des Teams Farm Frites. Seit 2011 organisiert er das Teun van Vliet Classic, ein Benefiz-Radrennen, dessen Ertrag für wohltätige Zwecke gespendet wird.

## Erkrankungen
1990 beendete van Vliet seine Radsportkarriere wegen andauernder Schmerzen im Bauchraum. Es wurde eine Darmentzündung diagnostiziert, und er erhielt ein Stoma. Zehn Jahre später erkrankte er an einem Hirntumor, genas zunächst, aber 2006 trat die Krankheit erneut auf. Durch die folgende Chemotherapie verlor er seine Sprach- sowie Koordinationsfähigkeit. Van Vliet konnte seine Fähigkeiten in den folgenden Jahren größtenteils wiedererlangen und war ab 2012 krebsfrei.

## Familie
Seine Schwester ist die ehemalige Radrennfahrerin Nita van Vliet, die 1977 niederländische Straßenmeisterin wurde, und er ist der Onkel ihres Sohnes Arjen de Baat, der ebenfalls als Radrennfahrer aktiv war.

## Erfolge

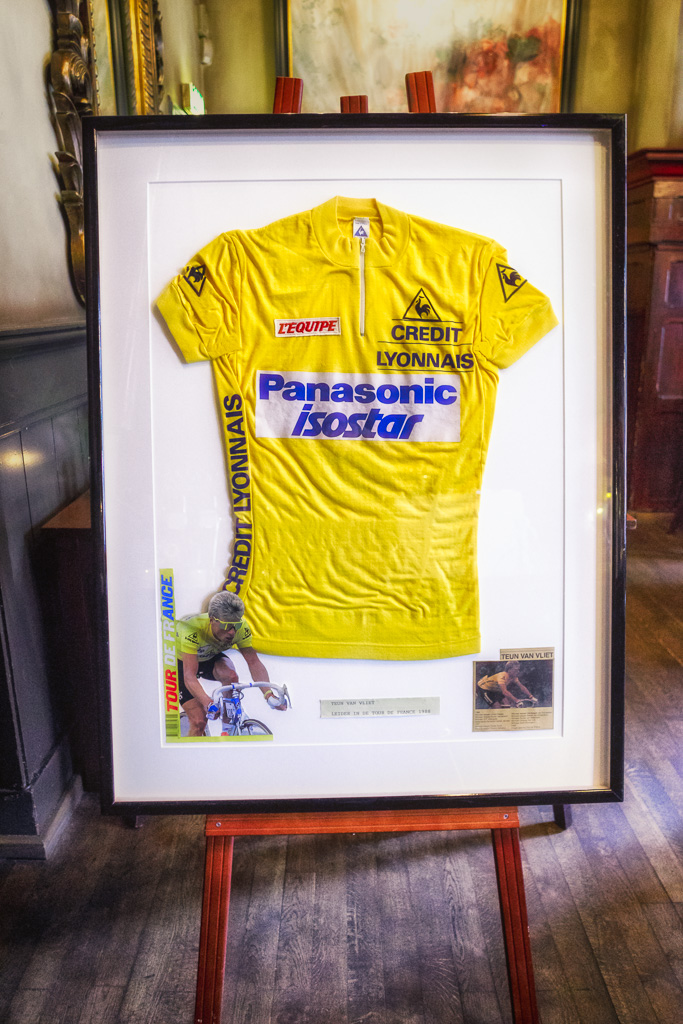
Das Gelbe Trikot von Teun van Vliet in dessen Café De Pomp in Baarle-Nassau

### Straße
1983
- eine Etappe Niedersachsen-Rundfahrt
- zwei Etappen und Bergwertung Tour of Scotland

1984
- eine Etappe Belgien-Rundfahrt
- eine Etappe Niederlande-Rundfahrt
- Circuit des Mines

1985
- eine Etappe Irland-Rundfahrt

1986
- eine Etappe Coors Classic
- Grand Prix d’Isbergues
- eine Etappe Irland-Rundfahrt

1987
- Omloop Het Volk
- eine Etappe Tirreno–Adriatico
- Gent–Wevelgem
- Quatre jours de Dunkerque
- eine Etappe Tour de Suisse
- Gesamtwertung und eine Etappe Niederlande-Rundfahrt

1988
- Mannschaftszeitfahren Tour de France

### Bahn
1979
- Junioren-Weltmeister - Punktefahren

1980
- Niederländischer Junioren-Meister - Punktefahren

## Grand-Tour-Platzierungen
| Grand Tour            | 1986 | 1987 | 1988 | 1989 |
| --------------------- | ---- | ---- | ---- | ---- |
| Vuelta a EspañaVuelta | –    | –    | –    | –    |
| Giro d’ItaliaGiro     | 79   | –    | 57   | –    |
| Tour de FranceTour    | –    | 84   | DNF  | 124  |

## Teams
- 1984 Dries-Verandalux
- 1985 Verandalux-Dries
- 1990 Panasonic-Sportlife